# Lixy
Lixy – miejscowość i gmina we Francji, w regionie Burgundia-Franche-Comté, w departamencie Yonne.
Według danych na rok 1990 gminę zamieszkiwało 298 osób, a gęstość zaludnienia wynosiła 25 osób/km² (wśród 2044 gmin Burgundii Lixy plasuje się na 616. miejscu pod względem liczby ludności, natomiast pod względem powierzchni na miejscu 804.).